# Ngựa Nisaia
Ngựa Nisaia hay ngựa Nisa là giống ngựa có nguồn gốc từ vùng cao nguyên Nisean (phụ cận núi Zagros), thuộc Iran ngày nay. Chúng là giống ngựa được biết đến qua các ghi chép trong sử sách. Chúng được coi là một trong nhưng tổ tiên của giống Akhal-Teke, được sử dụng rộng rãi trong lịch sử Iran, kể từ thế kỉ VII TCN bởi những người du mục gốc Trung Á là người Media, nhờ thể chất mạnh mẽ và khả năng thích nghi cực tốt. Ngoài ra, giống ngựa này còn sở hữu kích thước to lớn và sự oai vệ vượt xa các giống ngựa bình thường. Thậm chí, trong suốt lịch sử tồn tại của đế chế Media, ngựa Nisean trở thành biểu tượng của sự cao quý và giới quý tộc Iran, vì chỉ những người xuất thân cao quý hoặc giàu có mới đủ khả năng sở hữu giống ngự các đế quốc Ba Tư kế nhiệm, để xây dựng lực lượng kị binh siêu nặng cataphract.

## Nguồn gốc

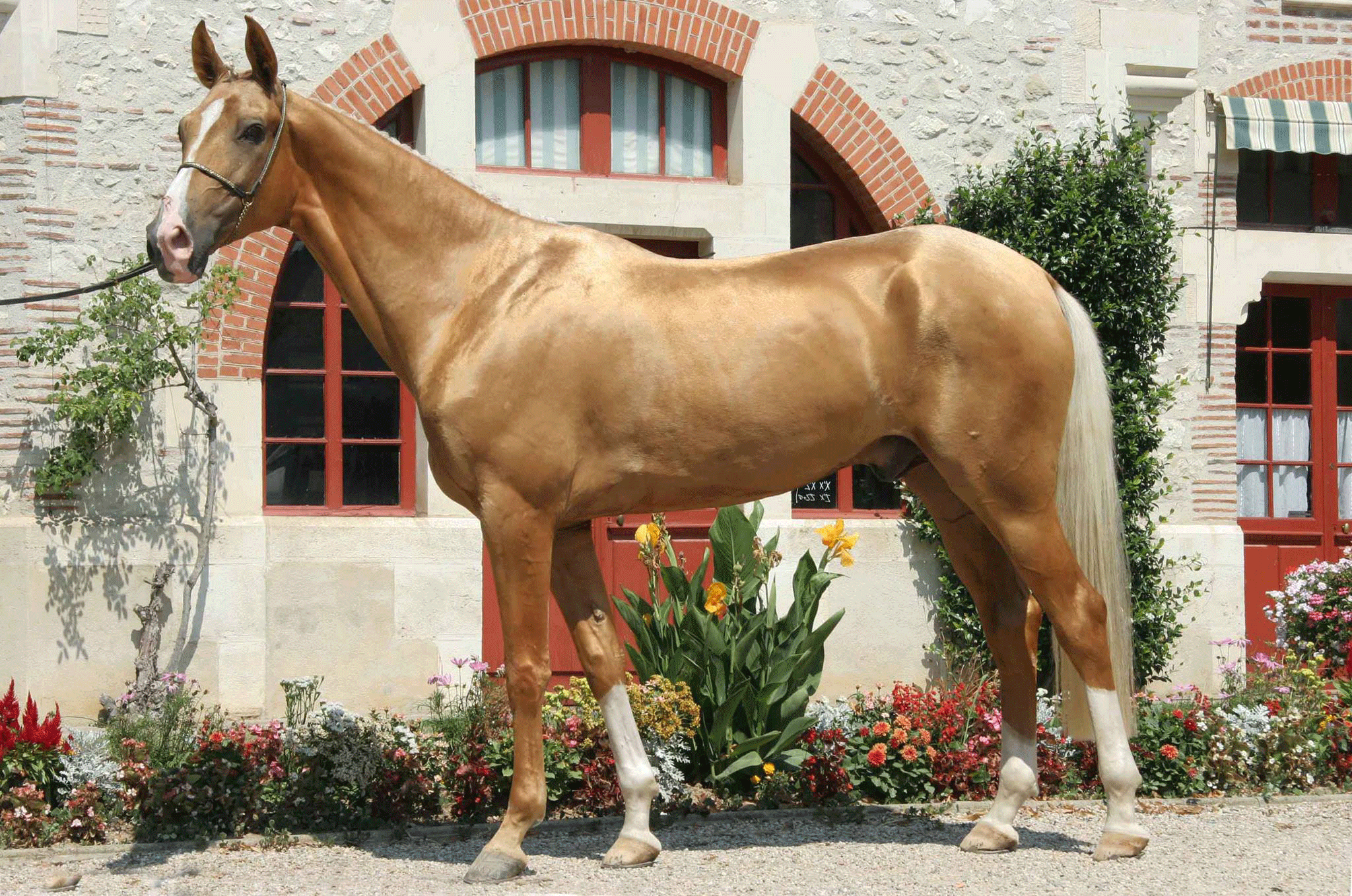
Một con tuấn mã Akhal-teke